# Giuseppe Fasce
Giuseppe Fasce (Genova, 16 ottobre 1848 – Genova, 21 settembre 1910) è stato un politico italiano.
Laureato in economia alla scuola superiore di commercio di Venezia viene nominato, subito dopo la laurea, assistente alla cattedra di Banco Modello dell'istituto veneto e titolare della stessa materia alla scuola superiore di commercio di Genova. Già eletto negli enti locali della sua città è stato deputato dal 1892 al 1913.